# Ich komme
"Ich komme" é uma canção da cantora finlandesa Erika Vikman, escrita e produzida por Christel Roosberg e Jori Roosberg. A canção foi lançada pela Warner Music e Mökkitie Records a 17 de janeiro de 2025 e representou a Finlândia no Festival Eurovisão da Canção 2025.

## Contexto e composição
Ich komme foi escrita e produzida por Christel Roosberg e Jori Sjöroos. Combina música disco e eletrónica finlandesa. A letra reflete «a mensagem alegre de prazer, êxtase, estado de transe», e o prazer sexual e o alcance do clímax, refletidos em sua estrutura, que corresponde à maneira como um clímax sexual é alcançado.